# 黄绍华
黄绍华（1984年1月31日—），广西南宁人，中国男子游泳运动员。2008年北京奥运会中国体育代表团成员，主攻短距离自由泳。

## 运动经历
- 1992年 广西体工队业余游泳培训班 教练周思慧
- 1995年 广西区体工大队 教练吴纪才、张寒姣
- 2002年 国家集训队 教练冯上豹、陈勤

## 主要成绩
- 2001年 全国运动会 4×100米混合泳 第二名[1]
- 2001年 全国运动会 4×100米自由泳 第三名
- 2001年 全国运动会 100米自由泳 第二名
- 2002年 亚洲运动会 男子4×100自由泳接力 第一名[2]
- 2002年 全国游泳冠军赛 100米自由泳 第三名[3]
- 2003年 全国城市运动会 100米自由泳 第一名
- 2004年 全国游泳冠军赛 100米自由泳 第二名
- 2004年 全国游泳冠军赛 200米自由泳 第二名
- 2005年 全国运动会 100米自由泳 第二名[4]

## 主要记录
- 亚洲纪录 3:17.07 2008年全国游泳冠军赛 4×100米自由泳接力
- 亚洲纪录 3:16.16 2008北京奥运会 4×100米自由泳接力